# Sorttippet revhaj
Den sorttippede revhaj (Carcharhinus melanopterus) er en haj, der lever i varme tempererede have (Middelhavet, Rødehavet, Stillehavet og det Indiske Ocean). Den anses for at være den mest almindelige revhaj, og den kan kendes på den sorte finne. Det er en mellemstor haj som normalt bliver mellem 90-115 cm, men kan blive næsten 2 meter og opnå en vægt på 15 kg.

## Formering
Parringen indledes med at hannerne følgende tæt bag hunnerne, sandsynligvis tiltrukket af hendes kemiske signaler for brunst. Når hannen først har fået færten af hunnen bliver han omkring hende med ca. 15 cm afstand. Han holder snuden mod hendes gat, og opfordrer hende til parring. Når hun er klar, vender hannen hende om på ryggen og parrer hende ved at indføre sin klasper i hendes gat. Parringen varer op til flere minutter, herefter fortsætter de deres normale adfærd. Hunnerne ofte med dybe sår efter hannens tænder. Disse skader heles fuldstændig efter få måneder. Hunnerne er drægtige i mellem 7 og 11 måneder (nogle gange op til 16). Hajen føder levende unger, frem for at lægge æg. Den føder som regel 2 til 4 unger på 46-52 cm pr. kuld. Parringer kan foregå i alle årets måneder.

## Levevis
De lever nær kystområder, på 1-25 meters dybde. Deres rygfinne stikker ofte en smule op af vandet. De bevæger sig med tidevandet, og søger længere ind mod kysten når højvandet indtræffer. De lever især nær drop-offs og laguner. Hajen bliver i det samme område i flere år, og søger sjældent ud på dybere vand. De juvenile hajer lever kystnært og søger beskyttelse i større grupper, og de foretrækker sandbund. De voksne hajer foretrækker at svømme i nærheden af koralrevene. Hajen skal hele tiden svømme for at kunne ånde, da den ikke har nogen gællemuskulatur der aktivt kan pumpe vand over gællerne. Dog kan den ligge stille på bunden af vand hvis der er tilstrækkelig bevægelse i vandet. Hajen lever af en række fisk, blæksprutter, havslanger og krebsdyr. En generelt meget sky haj, men steder, hvor der er mange snorkeldykkere, kan hajerne vænne sig til mennesker og ignorerer disse.

## Forveksling
Den sorttippede revhaj forveksles ofte med den almindelige revhaj, som er på top ti over farligste hajer, men den sorttippede revhaj er sjældent skyld i angreb på mennesker.
Hajen er "under observation" af IUCN pga. overfiskning, ødelæggelse af habitat, men også pga. fejlfangst.